# Jean Mistler
Jean Mistler, né le 1er septembre 1897 à Sorèze (Tarn) et mort le 14 novembre 1988 à Thiais (Val-de-Marne), est un diplomate, écrivain et homme politique français, maire, député et plusieurs fois ministre, également secrétaire perpétuel de l'Académie française.

## Biographie

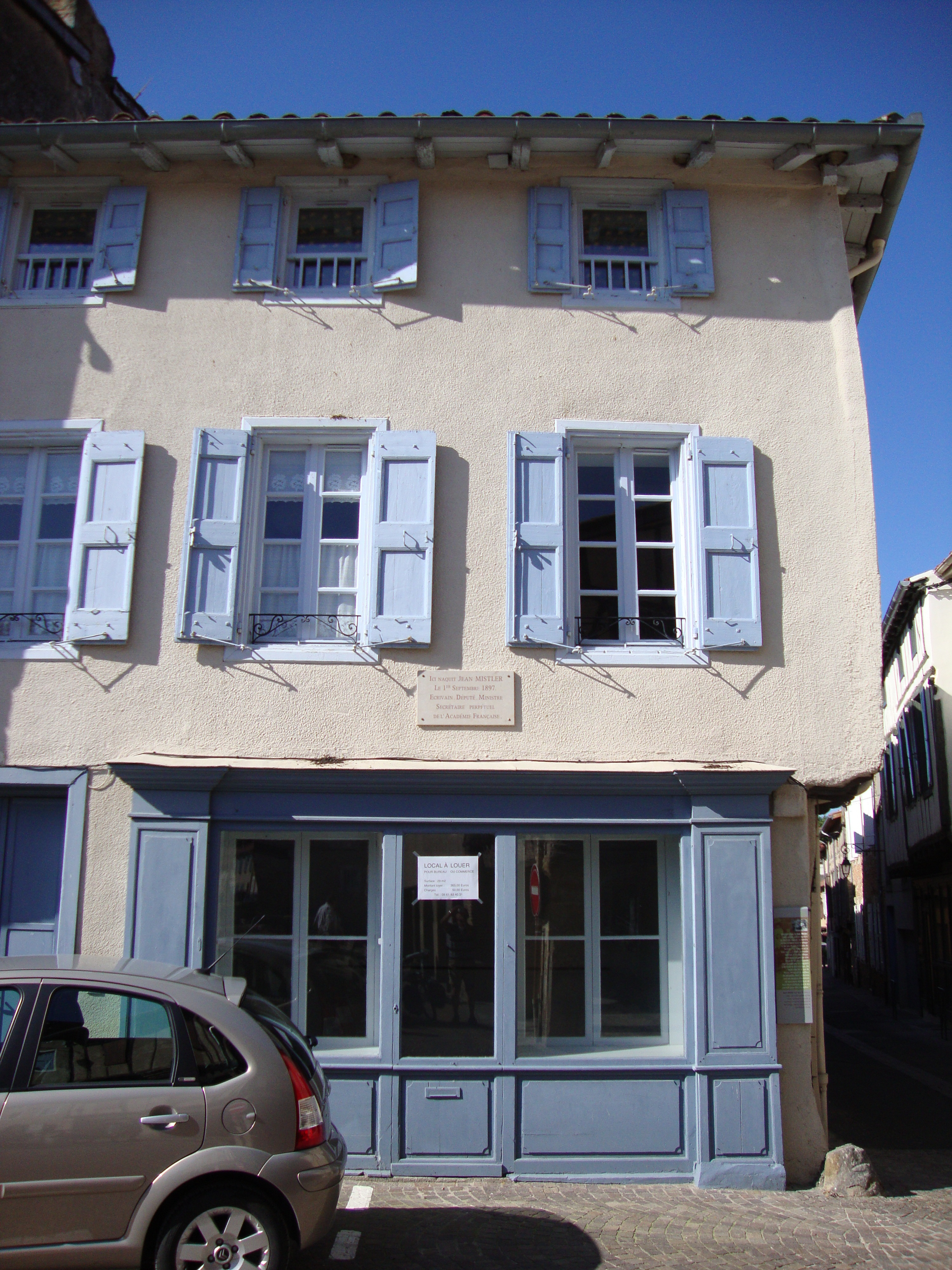
Maison de Jean Mistler à Sorèze.

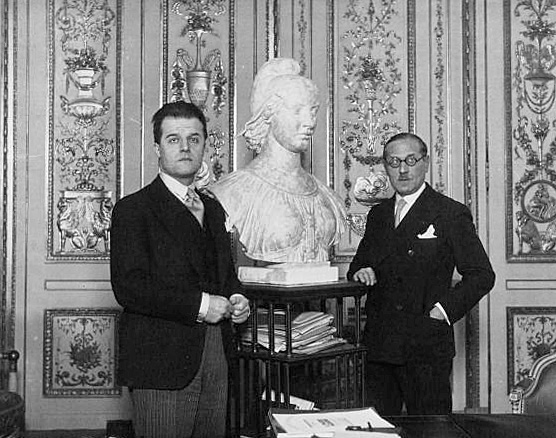
Jean Mistler et le sculpteur Pierre-Marie Poisson devant le nouveau buste de Marianne (1933).

Après sa scolarité à l'abbaye-école de Sorèze, Jean Mistler, issu par son père – dont le grand-père Jean-Baptiste Mistler (1802-1872) fut médecin cantonal et chirurgien à l'hôpital de Sélestat – d’une famille ayant quitté l'Alsace en 1871, prépare le concours de l'École normale supérieure au lycée Henri-IV, où il a comme professeur de philosophie Alain. Mobilisé dans l'artillerie en 1916, il retire de la guerre de solides convictions pacifistes. Il est admis à l'École normale en 1919, et est reçu premier à l'agrégation de lettres l'année suivante.
Plutôt que d'enseigner, il choisit de postuler au ministère des Affaires étrangères pour une affectation à l'étranger. Il est nommé à la légation de France en Hongrie, faisant fonction d'attaché culturel en même temps qu'il enseigne à l'université de Budapest. En 1925, il est intégré au Quai d'Orsay (Service des œuvres), où il succède à Paul Morand.
Il entame une carrière politique à partir de 1928, quand il est élu député de l'Aude sous l'étiquette radical-socialiste. Il sera sous-secrétaire d'État aux Beaux-Arts et plusieurs fois ministre à partir de 1932. En 1934, alors qu'il est ministre des PTT dans le gouvernement Albert Sarraut, ce mélomane averti crée l'Orchestre national de la Radiodiffusion française, ancêtre de l'Orchestre national de France.De 1935 à 1942, il sera maire de Castelnaudary. À partir de 1936, il préside la commission des Affaires étrangères.
Parallèlement à ses activités politiques, Jean Mistler avait commencé une carrière d'écrivain avec la publication de Châteaux en Bavière (1925) et d' Ethelka (1929).
Le 10 juillet 1940, c'est lui qui, en qualité de président de la commission du suffrage universel à la Chambre des députés, présente à l'Assemblée nationale réunie à Vichy l'article unique confiant les pleins pouvoirs au maréchal Pétain aux fins de préparer un nouveau projet de constitution. Cela lui vaudra, à la Libération, d'être appelé « le naufrageur de la République ».
Sous l'Occupation, il est membre du Conseil national instauré par Vichy.
À la Libération, après avoir occupé, comme une pénitence, un poste de codirecteur aux Éditions du Rocher, il devient secrétaire général puis président de la Maison du livre français (laquelle dépendait du ministère des Affaires étrangères) et enfin, de 1964 à 1969, directeur du département de littérature générale de la Librairie Hachette. Parallèlement à ces activités, Jean Mistler donne régulièrement des chroniques de critique littéraire ou musicale à L'Aurore.
Il appartient au comité de patronage de Nouvelle École.

### Académie française
Jean Mistler est élu le 2 juin 1966 à l'Académie française au fauteuil de Robert d'Harcourt. Il y est reçu le 13 avril 1967 par Marcel Brion. Il en est élu secrétaire perpétuel le 15 novembre 1973 après la démission de Maurice Genevoix et occupera ces fonctions jusqu'à sa démission pour raisons de santé le 19 septembre 1985.

### Mort
Jean Mistler meurt le 14 novembre 1988 à Thiais et est inhumé dans sa ville natale, à Sorèze dans le caveau de la famille d'Auriol, où repose également son épouse, décédée peu après lui.

### Famille
Jean Mistler est le père de Marie-Dominique Lancelot, épouse de Michel Lancelot, dite « Charlotte Matzneff ».

## Œuvres
- Châteaux en Bavière, Calmann-Lévy, 1925
- Madame de Staël et Maurice O'Donnell (1805-1817), d'après des lettres inédites, Calmann-Lévy, 1926
- La vie d'Hoffmann, Gallimard, 1927
- Triomphe de Paris, Jordy, 1929
- Ethelka, Calmann-Lévy, 1929
- Vienne, Hachette, 1931
- La maison du Docteur Clifton, Émile Paul, 1932
- Préface d'un article de la revue L'Architecture d'aujourd'hui consacré à la villa Cavrois, 1934
- Problèmes de politique extérieure, conférences par MM. Mistler, Tirard, Reynaud, Hubert, Mousset, Rivaud et Osusky, Alcan, 1938
- Roger Chastel, Sequana, 1943
- Dictées de la nuit avec des Bois gravés de Galanis, Corrêa, 1943
- Chamfort, Maximes et anecdotes, introduction et notes, Le Rocher, 1944
- Le Vampire, extrait des Mémoires du Chevalier de Villevert, Le Rocher, 1944
- La Femme nue et le Veau d'or, Le Rocher, 1945
- Benjamin Constant, Journal intime, suivi d'Adolphe et du Cahier rouge, introduction et notes, Le Rocher, 1946
- Gobineau, Les Pléiades, établissement du texte, introduction et notes, Le Rocher, 1947
- Gobineau, la Renaissance, scènes historiques, établissement du texte, introduction et notes, Le Rocher, 1947
- Choderlos de Laclos, Les Liaisons dangereuses, établissement du texte, introduction et notes, Le Rocher, 1948
- Benjamin Constant et Mme de Staël, Lettres à un ami, Cent onze lettres inédites à Claude Hochet, La Baconnière, 1949
- La symphonie inachevée, Le Rocher, 1950, prix Vitet de l’Académie française 1951
- Hoffmann le fantastique, Albin Michel, 1950
- A Bayreuth avec Richard Wagner, Hachette, 1960
- Épinal et l'imagerie populaire (avec F. Blaudez et A. Jacquemin), Hachette, 1961
- Le 14 juillet, Hachette, 1963
- La librairie Hachette de 1826 à nos jours, Hachette, 1964
- Le bout du monde, Grasset, 1964
- Napoléon et l'Empire, Hachette, 1967
- Les orgues de Saint-Sauveur, Grasset, 1967
- Les Cahiers du capitaine Coignet, première édition d'après le manuscrit original, Hachette, 1968
- Lieutenant Chevalier, Souvenirs des guerres napoléoniennes, Hachette, 1970
- Gaspard Hauser, Fayard, 1971
- La route des étangs, Grasset, 1971
- Aimés des Dieux, Hachette, 1972
- Vermeer de Delft, Screpel, 1973
- Le naufrage du Monte-Christo, Grasset, 1973
- L'Ami des pauvres, Grasset, 1974
- Gare de l'Est, Grasset, 1975
- Bon poids, Grasset, 1976
- Hugo et Wagner face à leur destin, Grasset, 1977
- Wagner et Bayreuth, Hachette, 1980
- Sous la coupole, Grasset, 1981
- Faubourg Antoine, Grasset, 1982
- Le jeune homme qui rôde, Grasset, 1984

## Récompenses et distinctions
- Grand cordon de l'ordre du Ouissam alaouite[5]
- Grand officier de l'ordre du Mérite de la République fédérale d'Allemagne[6]
- Grand-croix de l'ordre de la Couronne de chêne[6]
- Friedrich-Rückert-Preis (en) 1974.
- Prix Saint-Simon 1984.